# Estação Los Héroes
A Estação Los Héroes é uma das estações do Metrô de Santiago, situada em Santiago, entre a Estação República, a Estação La Moneda, a Estação Santa Ana e a Estação Toesca. Faz parte da Linha 1 e da Linha 2.
Foi inaugurada em 15 de setembro de 1975. Localiza-se no cruzamento da Alameda com a Rodovia Pan-americana. Atende a comuna de Santiago.